# Матвеев, Алексей Георгиевич
Алексе́й Гео́ргиевич Матве́ев (1932—1993) — советский конструктор приёмных устройств бортовых и наземных РЛС, лауреат Государственной премии СССР.

## Биография
Родился 5 декабря 1932 года в Москве. Окончил Московский электротехнический институт связи (1955) и Всесоюзный заочный энергетический институт усовершенствования инженеров по радиотехнике (1957).
В 1955—1958 гг. техник, инженер Государственного научно-исследовательского института Гражданского воздушного флота (ГНИИ ГВФ). С 1958 по 1959 год — старший инженер Московского авиационного института имени С. Орджоникидзе.
С 1959 года работал в КБ-1 (НПО «Алмаз»): старший инженер, ведущий инженер, начальник лаборатории, начальник отдела, начальник НИО, заместитель главного конструктора, заместитель начальника ОКБ.
Разработчик приёмных устройств бортовых и наземных РЛС.
Руководил исследованиями и экспериментальными работами по определению оптимальных условий приёма и обработки радиолокационных сигналов. Участвовал в испытаниях аппаратуры, внедрении ее в серийное производство.
Кандидат технических наук. Автор 10 изобретений.
Умер в Москве 8 декабря 1993 года.

## Звания и награды
Лауреат Государственной премии СССР (1983). Награждён орденами Трудового Красного Знамени (1968), «Знак Почёта» (1981).